# Gottlieb Fröhlich
Gottlieb Fröhlich (Wohlen bei Bern, 13 de agosto de 1948) es un deportista suizo que compitió en remo como timonel. Participó en los Juegos Olímpicos de México 1968, obteniendo una medalla de bronce en la prueba de cuatro con timonel.

## Palmarés internacional
| Juegos Olímpicos | Juegos Olímpicos          | Juegos Olímpicos  | Juegos Olímpicos   |
| Año              | Lugar                     | Medalla           | Prueba             |
| ---------------- | ------------------------- | ----------------- | ------------------ |
| 1968             | Ciudad de México (México) | Medalla de bronce | Cuatro con timonel |